# Zayd ibn Amr ibn Nufayl
Zayd ibn ʿAmr ibn Nufayl al-ʿAdawī al-Qurashī (in arabo ﺯﻳﺪ ﻦ ﻋﻤﺮ ﺑﻦ ﻧﻔﻴﻞ العدوي القرشي‎?; La Mecca, ... – 605) è stato un poeta arabo dei Banū Quraysh.
Componente del clan coreiscita dei B. ʿAdī b. Kaʿb, Zayd fu un ḥanīf che si era rivolto alla fede di Abramo (dīn Ibrāhīm) per trovare risposte alle sue domande esistenziali insoddisfatte dall'antica fede enoteistica dei Quraysh, che trovò poi nella fede islamica.
Così egli infatti poetò:
("Devo io adorare un Signore o mille? Se ve ne sono quanti tu dici. Io rinuncio sia ad al-Lāt sia ad al-ʿUzzā come farebbe qualsiasi persona assennata.
Non adorerò al-ʿUzzā né le sue due sorelle,
né visiterò le immagini dei Banū ʿAmr
Non adorerò Hubal che credetti fosse il nostro Signore nei giorni in cui avevo poco senno.
[Ma] servirò il mio Signore Misericordioso, che il Signore possa perdonare il mio peccato ... ")
A causa delle ostili reazioni suscitate dall'abbandono della sua fede avita, Zayd decise di ritirarsi a vivere, a mo' di eremita, nei luoghi montuosi circondanti La Mecca.
In un incontro con Maometto, il rifiuto di Zayd di consumare le carni di una vittima sacrificata agli idoli indusse il Profeta islamico a imitarlo, confortato presto da una rivelazione coranica che metteva al bando un simile consumo per il credente.
Di ritorno dal Bilād al-Shām - dove s'era recato in precedenza per interrogare i dotti israeliti ivi presenti, che tuttavia lo delusero con le loro risposte - fu aggredito da ignoti nei territori lakhmidi mesopotamici o Arabi nord-orientali e assassinato.
Suo figlio Sa'ìd b. Zayd, convertito anch'egli all'islam, fu uno dei cosiddetti Dieci Benedetti.